# Дисереброкальций
Дисереброкальций — бинарное неорганическое соединение, интерметаллид
серебра и кальция
с формулой CaAg2,
кристаллы.

## Получение
- Сплавление стехиометрических количеств чистых веществ:

{\displaystyle {\mathsf {2Ag+Ca\ {\xrightarrow {597^{o}C}}\ Ag_{2}Ca}}}

## Физические свойства
Дисереброкальций образует кристаллы
ромбической сингонии, пространственная группа I mma, параметры ячейки a = 0,726 нм, b = 0,468 нм, c = 0,814 нм, Z = 4,
структура типа димедьцерия CeCu2
.
Соединение образуется по перитектической реакции при температуре 597 °C (589 °C).